# Symplectoscyphus hydrallmaniaeformis
Symplectoscyphus hydrallmaniaeformis is een hydroïdpoliep uit de familie Sertulariidae. De poliep komt uit het geslacht Symplectoscyphus. Symplectoscyphus hydrallmaniaeformis werd in 1914 voor het eerst wetenschappelijk beschreven door Kudelin. 